# رسول جعفریان
رسول جعفریان (زادهٔ ۹ تیر ۱۳۴۳) روحانی و پژوهشگر تاریخ اسلام، تشیع و ایران است. وی استاد گروه تاریخ دانشگاه تهران و رئیس کتابخانه تخصصی تاریخ اسلام و ایران است. او همچنین سابقه ریاست بر کتابخانه مرکزی دانشگاه تهران را نیز در کارنامه خود دارد. جعفریان در سال ۱۳۹۷ با رأی اعضای مجمع عمومی فرهنگستان علوم به عضویت پیوسته فرهنگستان علوم جمهوری اسلامی ایران درآمد.

## زندگی
رسول جعفریان در ۹ تیرِ ۱۳۴۳ در خوراسگان از توابع استان اصفهان متولد شد.
وی پس از گذراندن دوره ابتدایی در خوراسگان به اصفهان سفر کرد و دوره راهنمایی را در آن‌جا گذراند. جعفریان در مدت اقامتش در اصفهان، به صورت آزاد در کلاس‌های مدارس علوم دینی شرکت می‌کرد. او در سال ۱۳۵۷ برای ادامه تحصیلات حوزوی به شهر قم هجرت کرد و ابتدا در کلاس‌های مدرسه خان و سپس مدرسه رسالت شرکت کرد.
رسول جعفریان پس از گذراندن تحصیلات خود و در سال ۱۳۵۹ مشغول به تدریس در دانشگاه‌های تهران و اصفهان شد در ۱۹ سالگی ؟!. معارف اسلامی و تاریخ اسلام از جمله رشته‌هایی است که وی در این مدت ارائه کرده‌است. جعفریان از سال ۱۳۹۷ به عضویت پیوسته فرهنگستان علوم درآمد و هم‌اکنون نیز با مرتبه استاد تمامی در دانشگاه تهران مشغول به تدریس است.

## زمینه پژوهش
عمده پژوهش‌های جعفریان دربارهٔ تاریخ تشیع است اما در زمینه‌هایی نظیر: تاریخ سیاسی صدر اسلام و تاریخ دوره صفوی نیز تحقیقات فراوانی انجام داده‌است. وی دربارهٔ تاریخ حج گزاری ایرانیان نیز تحقیقات و مقالات متعددی را منتشر کرده‌است.

## جایزه‌ها
جعفریان تا کنون به واسطه تالیفاتش جایزه‌های ملی متعددی گرفته‌است و موفق شده تا افتخاراتی را نصیب خود کند. کتاب اطلس شیعه، برگزیده جشنواره کتاب سال جمهوری اسلامی ایران و برنده جایزه جلال آل احمد و جشنواره فارابی و کتاب جریان‌ها و سازمان‌های مذهبی سیاسی ایران نیز برگزیده جایزه فارابی شده‌است.

## مسئولیت‌های اجرایی

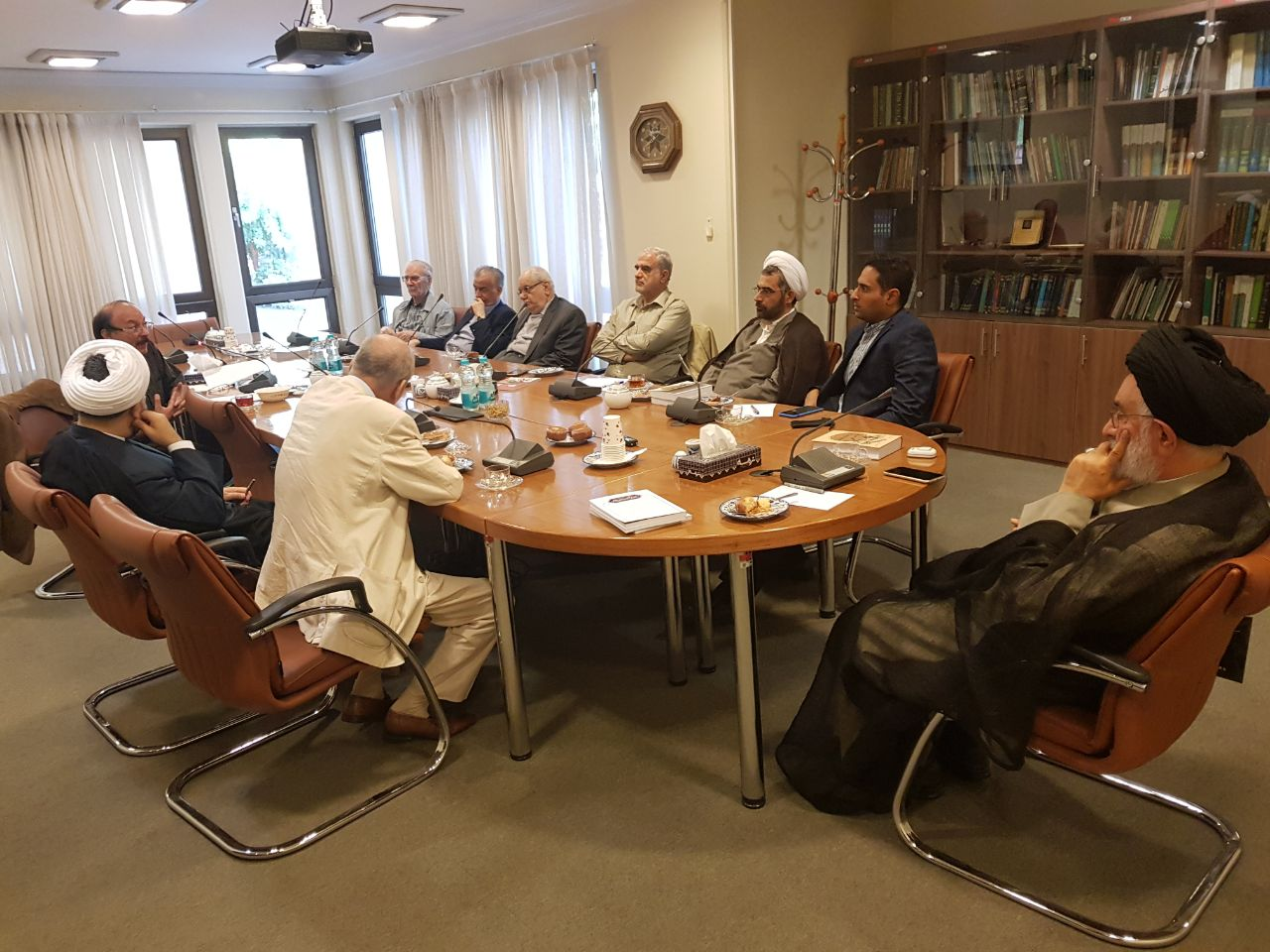
جعفریان در جلسهٔ نقد و بررسی کتاب دن‌کیشوت‌های ایرانی در فرهنگستان علوم، ۱۳ مرداد ۱۳۹۸

جعفریان در سوابق خود، چندین مسئولیت اجرایی را نیز داشته‌است. این مسئولیت‌ها عبارتند از:
1. تأسیس و مدیریت کتابخانه تخصصی تاریخ اسلام و ایران در سال ۱۳۷۴.[۱۱]
2. ریاست کتابخانه، موزه و مرکز اسناد مجلس شورای اسلامی از شهریور ۱۳۸۷[۱۲] تا ۲۷ آبان ۱۳۹۱.[۱۳]
3. ریاست کتابخانه مرکزی و مرکز اسناد دانشگاه تهران از آبان ۱۳۹۶[۱۴] تا ۱۰ مهر ۱۴۰۰.[۱۵]
4. ریاست کتابخانه مرکزی و مرکز اسناد دانشگاه تهران از ۸ دی ۱۴۰۳[۱۶] تا کنون.

## آثار
جعفریان از نویسندگان پُرکار و دارای آثار فراوانی در علم تاریخ می‌باشد. او نویسندگی را از سال ۱۳۶۴ با کتابی تحت عنوان پیش‌درآمدی بر شناخت تاریخ اسلام شروع کرد. وی تا کنون بیش از ۹۰ عنوان کتاب تألیف کرده که بعضی از این آثار خود دارای شمارگان زیادی است؛ به عنوان مثال، از کتاب مقالات تاریخی تا کنون ۲۰ جلد منتشر شده‌است. آنچه که باعث دوچندان شدن اهمیت آثار وی است، تأثیرگذاری قلم اوست؛ به نحوی که بعضی از آثار او جزو منابع درسی دانشگاهی و منابع کارشناسی ارشد و دکتری رشته تاریخ است. آثار او تا کنون به زبان‌های دیگر مثل انگلیسی، عربی و اردو نیز ترجمه شده‌است. برخی از آثار جعفریان عبارتند از:
- اطلس شیعه
- حیات فکری و سیاسی امامان شیعه
- تاریخ سیاسی اسلام
- جریان‌ها و سازمان‌های مذهبی سیاسی ایران
- تاریخ ایران اسلامی
- تأملی در نهضت عاشورا

## قانون استفاده از فایل‌های الکترونیکی منابع
رسول جعفریان در مرداد ۱۳۹۹ پیشنهاد تدوین قانون استفاده از فایل‌های الکترونیکی منابع را داد. او در یادداشتی پیشنهاد تدوین لایحه استفاده از فایل‌های الکترونیکی منابع (کتاب، مقاله و پایان‌نامه) را به صورت لایحه‌ای به وزارت فرهنگ و ارشاد داد تا به دولت و مجلس بفرستد و در این باقیمانده عمر دولت با کمک مجلس قدمی در راه نشر کتاب دیجیتالی بردارد.